# Felipe Novoa
Felipe Novoa Cianelli (ur. 28 kwietnia 1984) – chilijski judoka. Olimpijczyk z Pekinu 2008, gdzie zajął 21. miejsce w wadze półlekkiej.
Uczestnik mistrzostw świata w 2007. Startował w Pucharze Świata w 2007. Brązowy medalista igrzysk Ameryki Południowej w 2006. 
Piąty na igrzyskach panamerykańskich w 2007. Brązowy medalista mistrzostw panamerykańskich w 2005. Zdobył brązowy medal mistrzostw Ameryki Południowej w 2003 i 2008 roku.
Jego ojciec Eduardo Novoa, także był judoką i olimpijczykiem z Los Angeles 1984.

## Letnie Igrzyska Olimpijskie 2008
| Konkurencja | Eliminacje              | Klas. końcowa |
| Konkurencja | Przeciwnik I            | Miejsce       |
| ----------- | ----------------------- | ------------- |
| 66 kg       | Giovanni Casale (ITA) P | 21.           |